# Vicious White Kids Live
Vicious White Kids Live es un álbum en vivo de la banda Punk Rock, Vicious White Kids. Fue Lanzado en 2001. 
Los Vicious White Kids eran una banda que sólo hizo un corcierto antes de que Sid Vicious se fuera a Nueva York. Los otros miembros de la banda eran Glen Matlock, Steve New y Rat Scabies. El Concierto tuvo lugar en The Electric Ballroom in Camden, el 15 de agosto de 1978, en Londres. Fue lanzado varias veces como LP y también en CD.
- Datos: Q9093393